# Espérance sportive de Tunis (basket-ball)
Cet article concerne la section basket-ball de l'Espérance sportive de Tunis. Pour les autres sections, voir Espérance sportive de Tunis.
Maillots
L'Espérance sportive de Tunis est un club tunisien de basket-ball basé à Tunis.
Malgré le fait qu'il dispose d'un palmarès respectable, il est dissous en 1995. Lors de l'assemblée générale du 24 septembre 2011, le président Hamdi Meddeb décide de le faire renaître. Lors de la saison 2016-2017, dans une expérience unique en son genre, le club parraine deux nouvelles équipes portant chacune les initiales EST et vers lesquelles sont dirigés les joueurs juniors de l'équipe : l'Espoir sportif tunisien et l'Essor sportif tunisien. Le premier obtient dès sa première année l'accession en division nationale A mais tous deux ne sont finalement pas intégrés à l'Espérance sportive de Tunis.

## Histoire
C'est en 1946 que les dirigeants du club décident de créer une section de basket-ball. Ils font appel à plusieurs joueurs des clubs voisins comme Saâdeddine Zmerli, Hamadi Ben Ammar, Moncef Annabi, Manoubi Maaouia, Ali Bouguerra, Bob Saïdane, Béchir Ben Mansour, Ridha Zmerli, etc.
Après l'indépendance, le club se réorganise et remporte successivement le championnat de la division d'honneur (troisième division) en 1958 et celui de la division d'excellence (seconde division) en 1959 puis accède en nationale sous l'impulsion de Bob Saïdane. L'équipe se classe régulièrement en milieu de tableau jusqu'en 1976, lorsque les dirigeants décident de renforcer l'équipe par le recrutement d'un trio de choc, l'entraîneur et joueur Mustapha Bouchnak, Rached Ezzahi et Mehrez Ksantini, dans le contexte de l'épanouissement d'un groupe de jeunes menés par les frères Mrabet.
Le club remporte trois championnats et six coupes mais ne parvient pas, durant la saison 1994-1995, à se qualifier en play-off, ce qui exaspère le comité directeur et l'amène à dissoudre la section.
Auparavant, l'équipe féminine, qui s'était illustrée en remportant trois championnats au début des années 1960 et trois autres dans les années 1980, avait été également dissoute.

## Palmarès
| National |
| --- |
| - Championnat de Tunisie masculin (3) : - Vainqueur : 1977, 1979, 1980 - Coupe de Tunisie masculine (6) : - Vainqueur : 1977, 1978, 1979, 1987, 1989, 1994 - Championnat de Tunisie masculin de deuxième division (2) : - Vainqueur : 1959, 2017 - Championnat de Tunisie féminin (6) : - Vainqueur : 1960, 1961, 1962, 1982, 1983, 1984 - Coupe de Tunisie féminine (3) : - Vainqueur : 1983, 1984, 1988 - Finaliste : 1977, 1986 |

## Entraîneurs
- 1957-1969 : Bob Saïdane
- 1969-1972 : Ali Karabi
- 1972 : Mahmoud Ben Ammar
- 1972-1975 : Rachid Ksantini
- 1975-1978 : Mustapha Bouchnak
- 1978-1981 : Mahmoud Bedoui
- 1981 : Tahar Ben Messaoud
- 1981-1982 : Ali Karabi puis Faouzi Madhi
- 1982-1984 : Mustapha Bouchnak
- 1984-1985 : Ridha Laabidi
- 1985-1989 : Mustapha Bouchnak
- 1989-1990 : Faouzi Madhi puis Mustapha Bouchnak
- 1990-1991 : Abouda Ben Brahim
- 1991-1992 : Mohamed Zaouali
- 1992-1993 : Adel Sghaier et Jabrane Mrabet
- 1993-1995 : Mustapha Bouchnak

## Anciens joueurs
- Abdelhamid Saïdane